# Ziro (tỉnh)

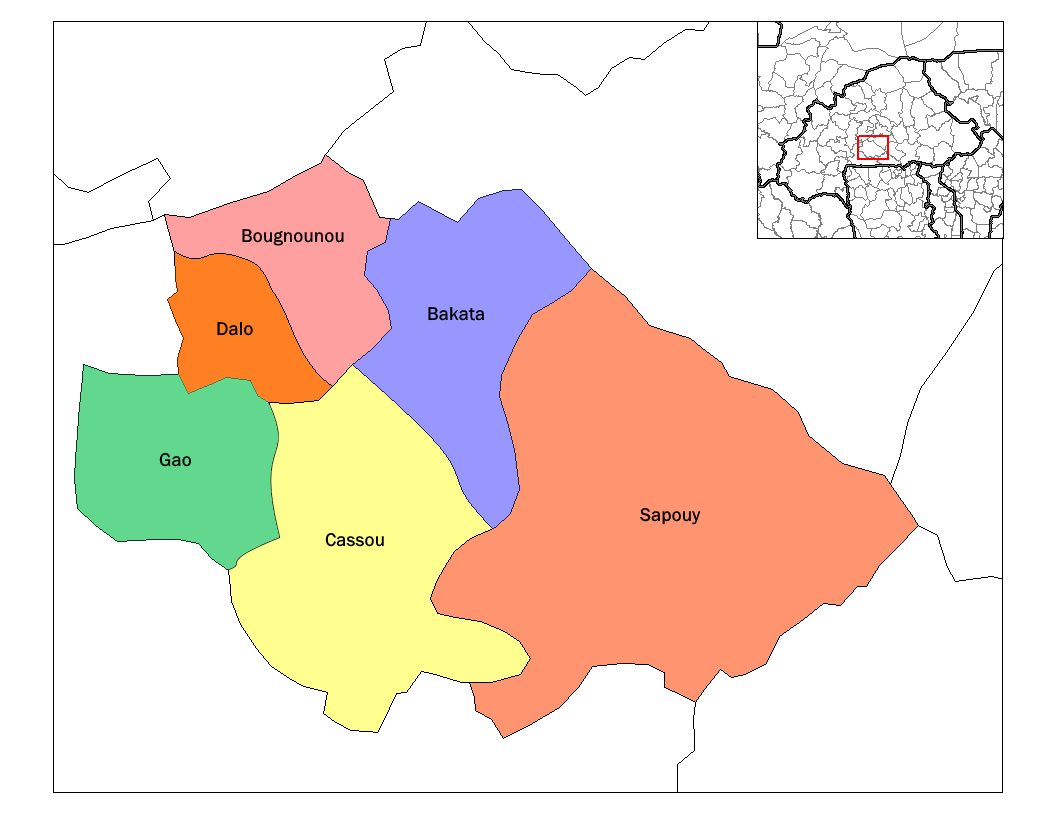
Các tổng của Ziro

Ziro là một tỉnh Burkina Faso,  tọa lạc ở Vùng Centre-Ouest. Diện tích là 5.139 km² với dân số ước khoảng (2004) of 124.600 người. Tỉnh lỵ là Ziro.
Ziro được chia thành 6 tổng:
- Bougnounou
- Cassou
- Sapouy
- Gao
- Dalo
- Bakata